# Gelora Bandung Lautan Apistadion
Het Gelora Bandung Lautan Apistadion is een multifunctioneel stadion in Bandung, een stad in de provincie West-Java in Indonesië. 
Het stadion wordt vooral gebruikt voor voetbalwedstrijden, de voetbalclub Persib Bandung maakt gebruik van dit stadion. Het kan ook worden gebruikt voor atletiekwedstrijden. Om het grasveld heen ligt een atletiekbaan. In het stadion is plaats voor 38.000 toeschouwers. Het stadion werd geopend in 2013. Het ontwerp komt van architectenbureau Penta Architecture.